# صيدناني سيبيري
صيدناني سيبيري (الاسم العلمي: Tamias sibiricus) (بالإنجليزية: Siberian Chipmunk)‏ هو نوع من الحيوانات يتبع جنس الصيدناني من الفصيلة السنجابية.